# ممشقية
الممشقية أو الدِّبْساسية أو العطشانية (الاسم العلمي:Dipsacaceae) هي فصيلة سابقة من رتبة الممشقيات. تحتوي على 350 نوعاً في أحد عشر جنساً من الأعشاب والشجيرات المعمرة أو الحولية . توضع هذه الأنواع حالياً في الفصيلة الخمانية. تعتبر هذه النباتات أصلية في معظم المناخات المعتدلة، وتتواجد في أوروبا وآسيا وأفريقيا. تم توطين بعض الأنواع من هذه الفصيلة في أماكن أخرى. السبلات الظاهرة في الممشقة (أنظر الصورة على اليسار) هي في الواقع غير شائكة على الإطلاق ولينة جداً. في بعض الأماكن تستخدم هذه السبلات في خياطة القطن.
وقد تضمن هذه الفصيلة الأجناس التالية:
- شوكية الكأس Acanthocalyx
- الممشقة
- كنوسية
- أم رويس
- Succisa (devil's bit)
- Succisella
- Morina—also placed in its own family, Morinaceae
- طردان
- مجنحة الرأس عقس
- Pycnocomon
- Triplostegia'

## وصلات خارجية
- Dipsacaceae of Mongolia in FloraGREIF